# Городище (Вожегодский район)
Городище — деревня в Вожегодском районе Вологодской области.
Входит в состав Явенгского сельского поселения, с точки зрения административно-территориального деления — в Явенгский сельсовет.
Расстояние до районного центра Вожеги по автодороге — 36 км, до центра муниципального образования Базы по прямой — 13 км. Ближайшие населённые пункты — Анисимовская, Грудинская, Грива.
По данным переписи в 2002 году постоянного населения не было.